# Kapoustnitsa
Kapoustnitsa (en russe : Капустница) est un tableau du peintre Nikolaï Fechine, né dans l'Empire russe, devenu Soviétique, puis naturalisé Américain. En 1909, il présente ce tableau comme travail de fin d'étude artistique à l'école de l'Académie russe des beaux-arts à Saint-Pétersbourg. Le peintre reçoit une médaille d'or pour sa réalisation. La critique Galina Toulouzakova qualifie le tableau de « composition à plusieurs personnages, la plus importante et la plus harmonieuse de l'artiste ».
La toile représente la vie quotidienne d'un village russe ou d'une ville de province au début du XXe siècle. En septembre-octobre de chaque année, les voisins viennent à la rescousse d'un villageois qui le demande pour réaliser collectivement le travail de salage du chou pour l'hiver. C'est la pratique et la fête de la Kapoustnitsa. Les propriétaires régalent les participants et le soir ils organisent pour et avec ceux-ci des divertissements. Kapoustnitsa est l'un des quatre grands tableaux de scène de genre de Nikolaï Fechine. Il se trouve actuellement dans la collection du musée de l'académie des beaux-arts de Saint-Pétersbourg, où il est présenté dans le cadre d'une exposition permanente.
Le tableau Kapoustnitsa a été présenté lors de deux expositions datant d'avant la révolution russe de 1917, à Saint-Pétersbourg, mais aussi à Venise. Il y a été fort remarqué par les critiques et par le public. Aujourd'hui, il existe une vaste documentation scientifique et des articles de vulgarisation à son sujet. Le travail du peintre sur la toile est bien documenté et la scène décrite a été souvent évoquée dans les mémoires de ses contemporains.

## La Kapoustnitsa dans la vie des paysans russes

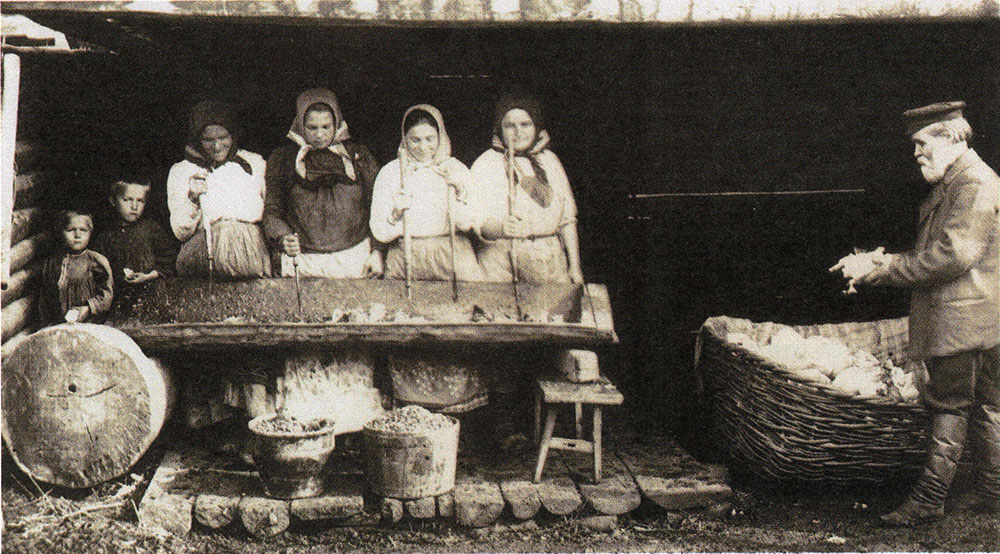
Salage des choux au XIXe siècle

Chez les paysans russes existait la notion d'entraide. L'historien local de Kazan Piotr Doulski (ru) appelait cette coutume podmoga (le secours). C'était de l'aide à des villageois pour l'exécution de travaux auxquels ils ne pouvaient pas faire face seuls. Cette aide était courante durant les époques de moissons et de fenaisons, ainsi que lors de la récolte des légumes pour l'hiver. Celui qui avait besoin d'aide, ou bien son épouse, tournaient autour de leurs voisins en disant : « Aidez-nous a réaliser notre travail comme celui des autres orthodoxes ». Les paysans étaient obligés de répondre à la demande, le refus étant considéré comme un affront, tandis que le consentement était une marque de respect. L'invitation à participer était aussi une manifestation de reconnaissance de l'assiduité des invités au travail et était considérée comme un grand honneur. Cette coutume de l'entraide était également l'occasion pour les jeunes paysans d'organiser des divertissements. Les jeunes filles étaient appelées les kapoustiki (ou des papillons de choux). La fête de la Kapousnitsa n'existait pas seulement dans les villages, mais aussi dans les petites villes. Elle aidait à la récolte et la préparation des choux pour l'hiver. L'évènement était organisé chaque année lors des Fêtes de la Croix du 14 septembre (le 27 septembre selon le calendrier grégorien). Habituellement, les travaux se poursuivaient durant deux semaines et s'achevaient seulement lors de la fête de l'Intercession le 1er octobre (soit le 14 octobre selon le calendrier grégorien), quand commençait la saison des mariages dans le village. Le plus souvent, c'étaient dix à quinze filles qui étaient invitées (le nombre dépendait de la récolte et donc de la quantité de travail estimée) et qui étaient en âge de se marier. Après avoir terminé le travail dans une maison, les jeunes filles passaient souvent dans une autre. Elle s'habillaient élégamment pour travailler, comptant attirer l'attention des garçons de leur âge. Elles emmenaient avec elles le couperet pour couper les choux.
À l'arrivée des travailleuses, les propriétaires mettaient une table séparée couverte de zakouski. Les garçons venaient sans invitation et apportaient habituellement un cadeau au propriétaire de la maison, généralement des friandises. Ils ne faisaient pas que regarder les filles qui travaillaient mais les aidaient aussi : ils fermaient les récipients déjà remplis, et les portaient au cellier. Ils devaient aussi divertir les jeunes filles, leur raconter des blagues, leur faire des compliments. Le soir, après le travail, ils dansaient le khorovod.

## Représentation sur la toile

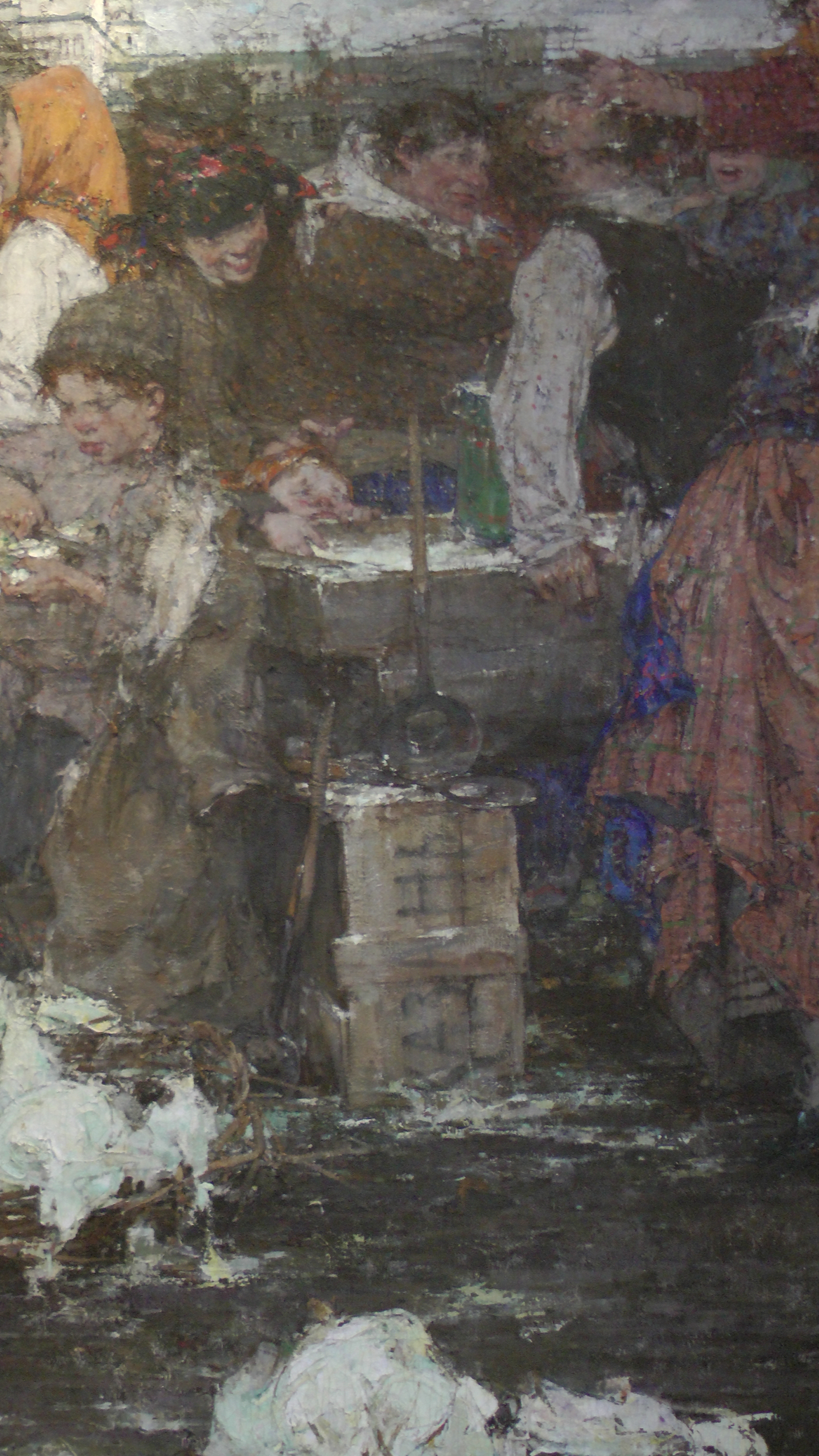
Kapoustnitsa. Fragment de la partie droite du tableau

Le sujet du tableau est un épisode de la vie d'un village russe. Tout le village se réunit pour saler le chou à conserver l'hiver. La représentation sur la toile réunit des contraires : la joie festive et l'abattement dû à la monotonie du travail physique, la santé et la pauvreté, la beauté et la laideur,. L'action se passe dans une cour de ferme. Les toits sont couverts d'une première gelée blanche, les arbres ont déjà leurs feuilles dorées, le ciel est encore tout bleu. Les voisins se sont réunis pour hacher le chou ensemble comme le veut la tradition. Les femmes enlèvent la tige du chou, puis les jeunes filles le coupent en fines lanières qu'elles déposent dans de hautes auges en bois. Les propriétaires préparent des collations pour les travailleurs. Les enfants courent entre les adultes et chapardent du chou,.
Le peintre présente les figures des personnages en un demi-cercle, qui est la plus claire expression de l'unité d'action. Les paysannes nettoient le chou, une jeune fille circule avec un plateau sur lequel est posée une carafe et des verres à vodka. Le garçon au milieu des adultes en mouvement, découpe et mange un trognon ; un homme et un adolescent s'appuient sur le bord de l'auge tandis qu'un bébé tire de toutes ses forces sur la même auge. L'image est remplie de bruits, de rires, de conversations. Les visages sont représentés de manière grotesque et parfois déformés jusqu'à la laideur par l'artiste. Galina Toulouzakova observe que le grotesque chez Fechine n'est pas caricatural, mais souligne l'unité existant entre le beau et le laid. Il y a aussi des détails amusants comme l'inscription KAZAN sur la caisse qui soutient l'auge. Quant à la jeune femme penchée en arrière du côté droit de la toile, seule sa jupe multicolore est visible et le spectateur ne sait pas très bien ce qu'elle fait,.
Piotr Doulski met en évidence les plans principaux sur la toile : à gauche au premier plan, une paysanne bien nourrie tient un tête de chou et un couteau. Devant elle, sur le sol, les choux sont dispersés. Doulski observe que le type de femme de l'avant plan se répète dans l'image de plusieurs personnages et il suggère que c'est le même modèle qui a posé plusieurs fois.

## Histoire de la création du tableau
Le tableau est créé en 1909, comme travail de fin d'étude à la fin de la cinquième année de cours à l'école supérieure des Beaux-Arts auprès de l'Académie russe des beaux-arts de Saint-Pétersbourg. Pour ce tableau, Fechine a reçu le titre d'artiste ainsi que la médaille d'or, qui lui a donné accès comme pensionnaire à un voyage à l'étranger,,,,. Au cours de son voyage, Fechine visite la France, l'Allemagne et l'Italie. Il a aussi eu l'occasion de visiter les grands musées de ces pays,,. Par ailleurs, Nikolaï Fechine a obtenu l'accès au niveau X (dix) dans la table des rangs lui donnant accès à la fonction publique et le droit d'enseigner le dessin dans les établissements d'enseignements. Galina Toulouzakova écrit qu'après avoir suivi les cours d'Ilia Répine, entre 1902 et 1907, Fechine avait terminé sa formation d'artiste. De Répine, il a conservé son intérêt pour la peinture de genre et le portrait psychologique, la technique de la peinture à l'huile en pleine pâte et a pu se familiariser avec l'impressionnisme. De l'académie et de Répine aussi, il a appris l'éthique et ses principes qui ont déterminé son travail pendant de nombreuses années : empathie pour le peuple, humanisme et foi dans la force de l'art pour transformer le monde. L'atmosphère artistique de Saint-Pétersbourg au début du XXe siècle, les toiles des peintres de Mir iskousstva, ou de l'Union des peintres russes et les premières expériences de l'Avant-garde russe ont également exercé une influence sur la formation de sa vision artistique. Le peintre Nikita Svertchkov, qui a étudié avec Fechine à l'école des Beaux-Arts de Kazan, le décrit comme un jeune homme mince aux cheveux blonds et à la démarche légère et rapide. Il s'habille d'une kossovorotka, d'une veste, sans porter de cravate, et porte un pantalon de couleur sombre. Son regard est fier et reflète son énergie et sa volonté. Il avait l'allure d'un simple ouvrier, mais ses yeux trahissaient « le feu de l'inspiration créatrice qui brûlait en lui ». Ses contemporains ne le trouvaient pas beau (son teint terreux lui valait le surnom de tarte au noix), mais son sourire charmait et attirait.

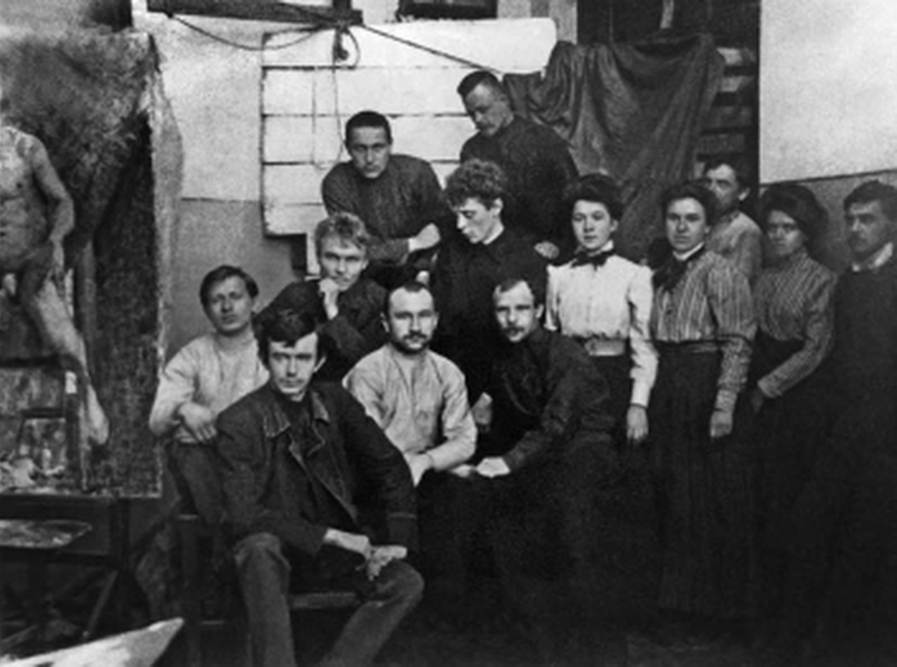
Les élèves de l'école des Beaux-Art de Kazan en 1908. Au deuxième rang, Nicolas Féchine, à sa droite Alexandre Soloviev, dernier de la rangée

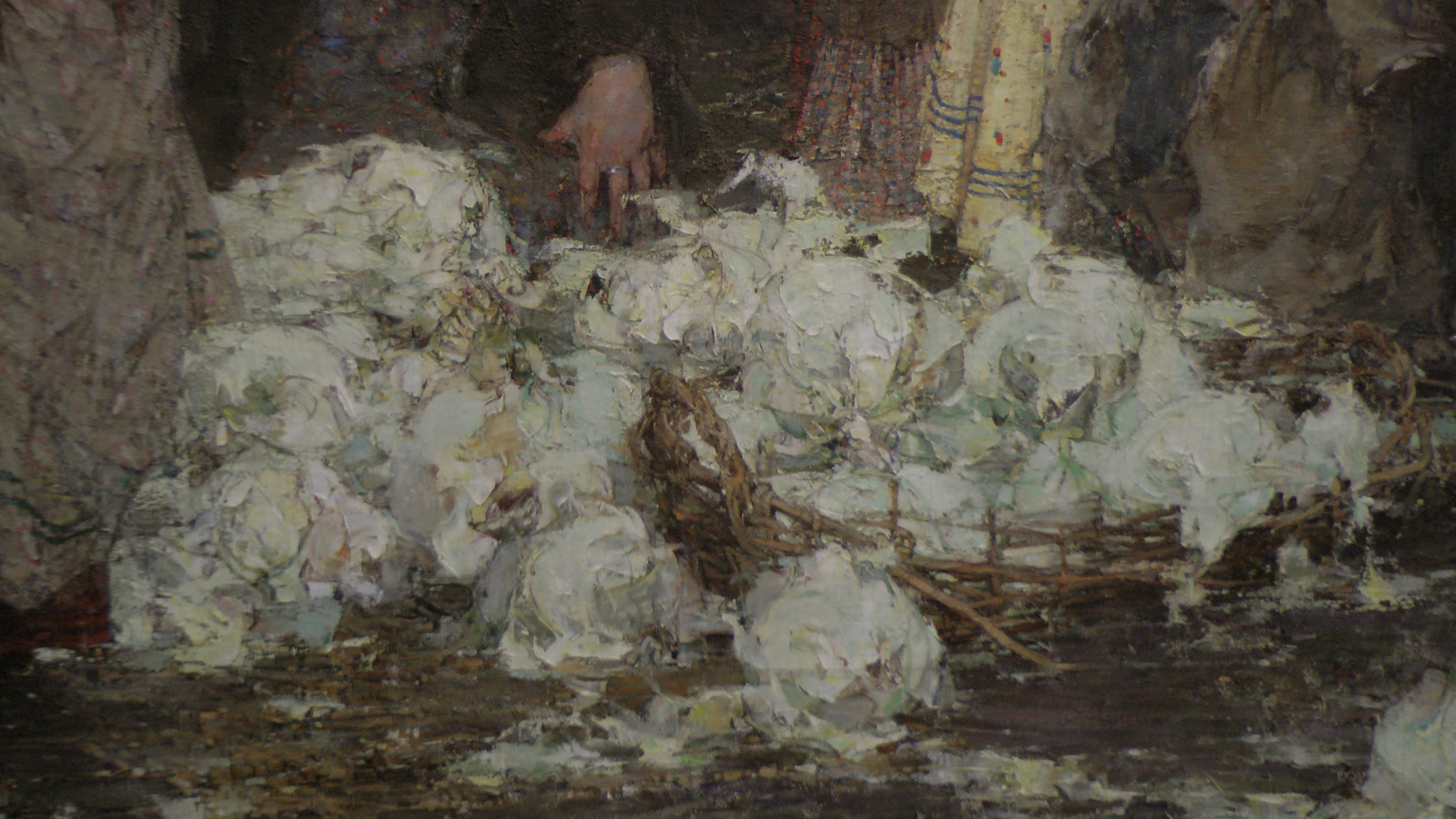
Fragment du tableau de Nicolas Fechine

| Images externes                      | |
| Esquisse pour la toile Kapoustnitsa' | |
|                                      | Николай Фешин. Эскиз к картине «Капустница» 1907—1908. После реставрацииN Fechione : Esquisse 1907-1908 après restauration |
|                                      | Николай Фешин. Эскиз к картине «Капустница»N./ Fechine : Esquisse pour Kaspoutnitsa                                        |

### Préparation de la création deKapoutnista
L'historien d'art local, Piotr Doulski, écrit que l'idée de créer ce tableau est né dans l'esprit de Fechine en 1907,. Sa création a été précédée d'un long travail de l'artiste afin de récolter la documentation nécessaire, de choisir la définition de la couleur et la structure de la composition. Il se rend à cette fin dans le village de Pouchkarka (ru) sous Arzamas,,. L'historien d'art Dmitri Seriakov croit que c'est en venant à Pouchkarka pour réaliser des études que l'idée de la toile lui est venue. Nikolaï Fechine crée de nombreux croquis au crayon, des études à la peinture à l'huile, des esquisses,. Jusqu'à présent, les spécialistes ne connaissent que deux dessins : La Paysanne (une jeune femme avec un plateau) (1909, papier, charbon de bois, 22 х 16 pouces et La Paysanne en veste (1909, papier, charbon de bois, 23 х 14 pouces). Les deux dessins se sont trouvés longtemps dans la collection privée de la fille de Fechine Iya Fechina-Brenham (ru) dans la ville de Taos dans l'État du Nouveau-Mexique aux États-Unis. Il existe aussi une étude au pastel (1909, papier, pastel, 64 х 43 cm, au Musée d'Art de Samara, n° inventaire Ж-902)) et trois esquisses à la gouache au musée d'État d'art figuratif de la République du Tatarstan, ; elles ont été acquises par le musée en 1978.
Pavel Radimov (ru) membre de l'association Les poètes ''nouveaux paysans'' (ru), dernier président des peintres Ambulants et aussi premier président de l'Association des artistes de la Russie révolutionnaire se souvient que lorsqu'il a fait connaissance de Fechine, ce dernier lui a montré une série d'une douzaine d'esquisses de sa main. Parmi celles-ci, des esquisses de Kapoustnitsa. Radimov écrit que, plus tard, c'est sur la base de ces esquisses qu'a été créé le tableau de même nom.
En 2017, après restauration du tableau au Centre Igor Grabar de restauration scientifique et artistique de Russie, les esquisses du tableau Kapoutnitsa ont été présentées avec d'autres œuvres de Fechine lors d'une exposition temporaire. Lors d'un exposition en 2006-2007, ils ont été présentés avant leur restauration.

### Travail sur la toile
Le peintre et enseignant Alexandre Soloviov (ru) écrit dans ses mémoires, comment, à l'automne 1908, quand il est entré dans la classe de peinture à l'académie de Kazan, Fechine est arrivé de Saint-Pétersbourg et a été nommé professeur de dessin et de peinture à l'école des beaux-arts de Kazan (ru). Dmitri Seriakov signale que Fechine y a reçu un atelier dans le nouveau bâtiment de l'école. Il bénéficiait d'une liberté totale pour travailler avec ses étudiants.
L'arrivée de Fechine à Kazan a attiré l'attention des élèves, des enseignants et du public. Lui-même espérait réaliser à l'école des tableaux qu'il n'aurait pas pu réaliser comme auditeur libre de l'académie,,. Le nouveau professeur a directement fait forte impression sur les élèves, en particulier lorsqu'ils ont pu admirer sa toile Kapoustnitsa qu'il avait placée dans la salle de réunion de l'école pour la terminer.

## Le tableau dans les collections de musées

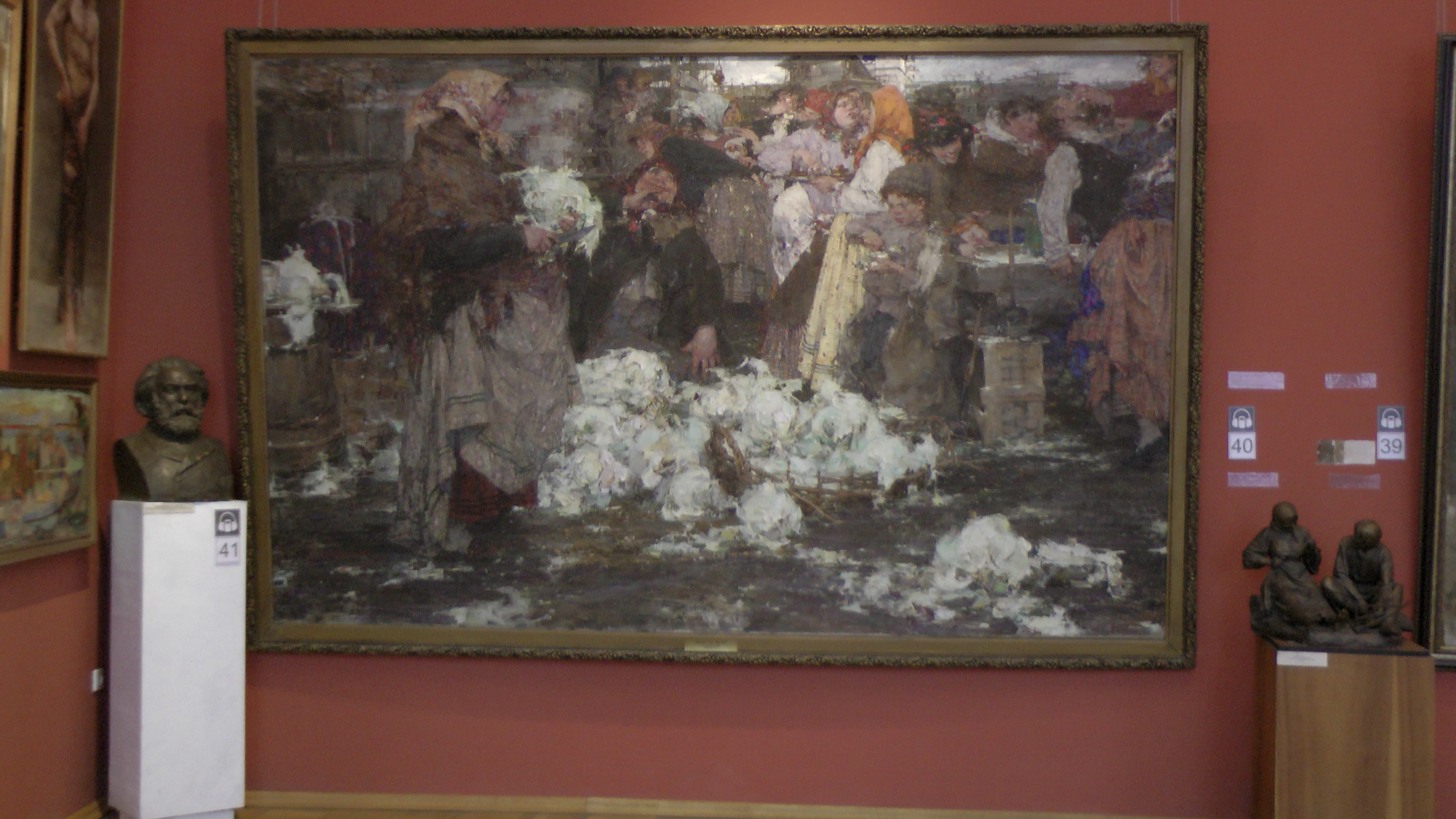
Kapoustnitsa exposée à l'académie russe des beaux-arts, en octobre 2020

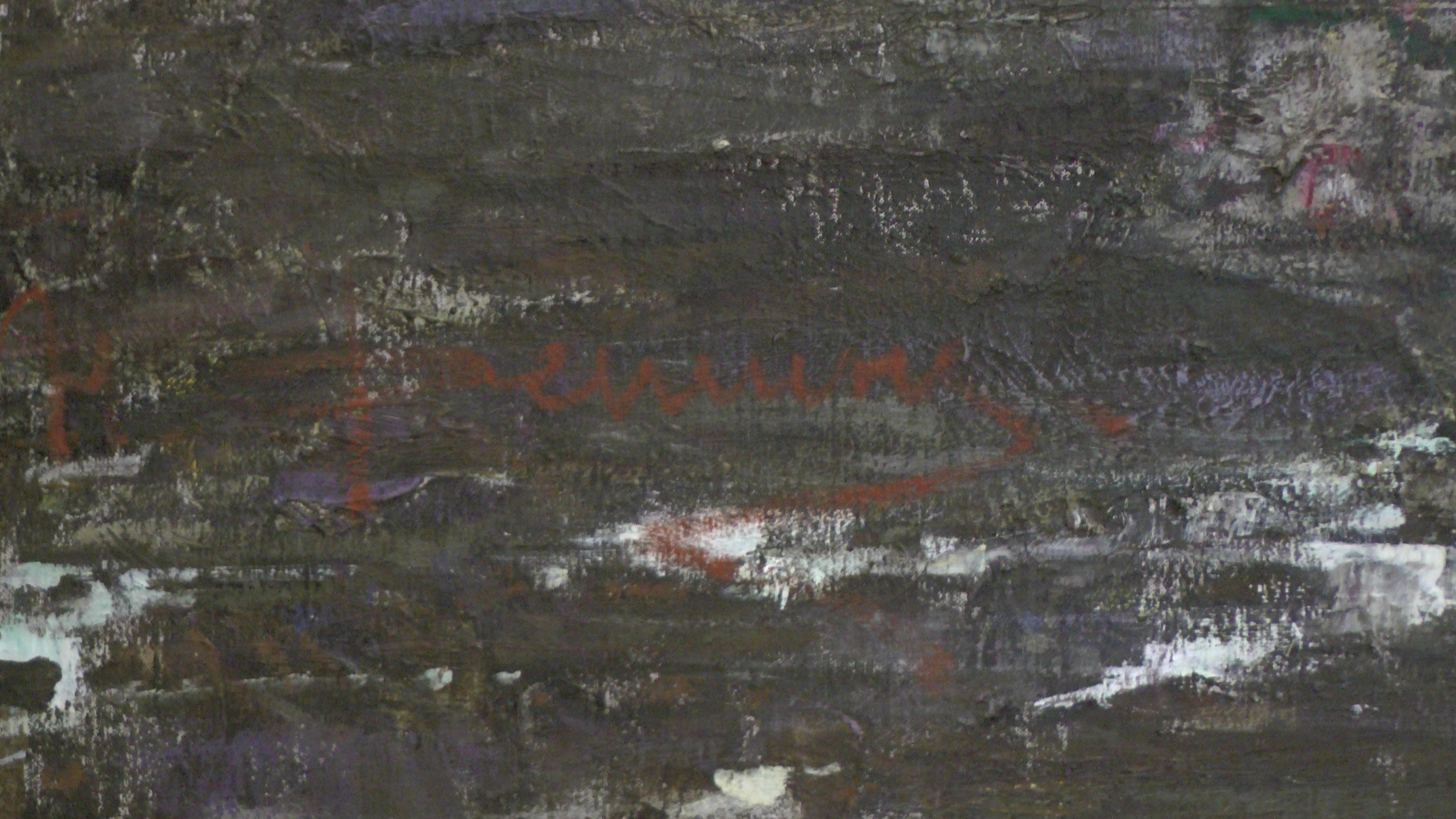
Signature de l'auteur sous le tableau Kapoustnitsa

Les dimensions de la toile Kapoutnitsa sont de 219 х 344 centimètres. La signature de l'auteur du tableau se trouve à gauche dans le bas. La toile fait partie de la collection du Musée de l'académie russe des beaux-arts (ru) à Saint-Pétersbourg. Le numéro d'inventaire est n° Ж-1498,,. La toile a été laissée par Fechine à l'académie impériale des beaux-arts en même temps que deux autres toiles Portrait d'une inconnue (ou La Dame en mauve, 1908, toile, huile, 102 х 79 cm, Musée russe n° d'inventaire, Ж-2281) et Sortie des catacombes après la prière (1903, toile, huile, 91 х 199 cm, au musée de recherche de l'académie des beaux-arts de Russie, inventaire n° Ж-414) afin qu'elles servent de modèle pour les étudiants de l'école supérieure des beaux-arts, immédiatement après une exposition à l'académie impériale des beaux-arts en 1909. En 1914, la toile Kapoustnitsa est exposée à l'exposition internationale de Venise,. Elle y fait forte impression sur le public. Le sculpteur russe et soviétique Sergueï Konionkov, écrit dans ses mémoires : « Une fois en Italie en 1914, la toile ne retrouve plus le chemin de la Russie en raison du fait que la réalisation d'une toile de cette perfection ne donne pas aux Italiens le courage de s'en emparer illégalement et par la force. Mais tout simplement ils ne veulent pas se séparer de Kapoustnitsa »,.

## Appréciation des contemporains du tableauKapoustnitsa
À l'académie impériale des beaux-arts, la toile est accueillie avec enthousiasme. La réaction des médias est différente. Le critique d'art Jacob Touguendkhold (ru) écrit dans la revue mensuelle de littérature, science et politique Sovremeni mir, que Fechine est un peintre doué mais qui « ne parvient pas à connaître et canaliser ses talents ». Il n'est pas décorateur, mais intimiste et dans ses tableaux « il n'y a que des éléments qui sont beaux », mais l'ensemble du tableau ne se distingue pas par son unité ni par son harmonie et ressemble plutôt à un panneau ou à un tapis.
Le peintre Nikolaï Nikolov, un des fondateurs de l'association des artistes de la Russie révolutionnaire, a pu voir le tableau Kapoustnitsa à l'école des beaux-arts de Kazan. Des années plus tard, il décrit le choc que cela lui a provoqué. Presque tout l'a frappé dans cette toile : « le tempérament, la technique, l'harmonie des tons, l'arôme des feuilles de chou fraîches, la diversité des objets représentés, l'image des personnages en mouvement, leur perspective inhabituelle, la lumière grisâtre d'un jour d'automne ». Personne dans la foule de gens qui l'entouraient n'a essayé d'émettre des critiques. Il se souvient au contraire de spectateurs qui disaient « Regarde et apprend ! » ou « Tu pourrais essayer d'en faire autant ! ». La peintre Lioudmila Bourliouk (ru), sœur de David Bourliouk, a remarqué que tous les visiteurs du musée de l'académie impériale des beaux-arts regardaient la toile de Fechine présentée à l'exposition organisée. Elle se souvient d'une phrase prononcée par un jeune homme venu de province et de sa spontanéité : « Voilà de la première catégorie, c'est notre Fechine, comme c'est bien fait, quel coup de pinceau, quel tourbillon ! ».

## Appréciation des critiques d'art soviétiques

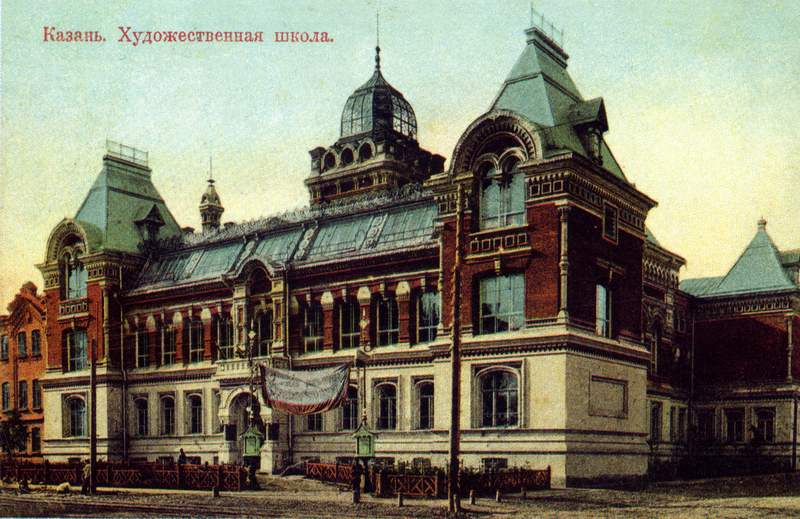
Façade principale de l'école des beaux-arts de Kazan où Fechine travailla sur sa toile, sur une carte-postale d'avant la révolution

Alexandre Soloviov écrit dans ses mémoires que quelques décennies plus tard il est plus facile de comprendre pourquoi ce tableau de Fechine l'a fasciné dans sa jeunesse. Pour Soloviov, « la force de l'impact de ce tableau vient de son caractère décoratif, qui donne une importance particulière à cette fête de fin d'automne ». En regardant de loin, le spectateur « ne voit que des taches décoratives, qui frappent par leur couleur et leur composition ». Quand il s'approche de la toile, il distingue « une mer de feuilles de choux vert-pâle, un ciel gris d'automne et des villageoises joyeuses et espiègles en train de couper du chou ». Le critique attire aussi l'attention sur la technique d'exécution de la toile : application mate des couleurs, la représentation habile des caractéristiques de la texture des tissus, des choux, de la terre, la maîtrise de la transmission du mouvement, l'expressivité des visages des personnages et de leurs formes.
La critique d'art Sophia Kaplanova, dans un essai biographique sur Fechine, écrit que la toile Kapousnitsa montre la maturité du peintre. La composition de la toile est construite de manière vivante et légère, ses personnages sont pleins de vie et entraînent le spectateur dans l'atmosphère d'une joyeuse fête. Elle fait remarquer la différence entre la toile et les esquisses qui l'ont précédée. Ces esquisses se caractérisent par les contrastes existant dans la composition, par l'intensité des couleurs, la représentation grotesque des personnages. Dans la version finale, le grotesque est adouci et les contrastes des couleurs sont également adoucis. Kaplanova place cette toile au même niveau que les meilleures toiles du même genre d'Abram Arkhipov et de Philippe Maliavine.
Les auteurs de l'ouvrage Musée de recherche scientifique de l'académie des beaux-arts de l'URSS, publié en 1989, caractérisent la toile Kapousnitsa comme une œuvre originale et indépendante, observant la maîtrise du peintre, son habileté dans la création de cette atmosphère de fête populaire. Grâce à sa composition bien construite, l'artiste parvient à placer le spectateur au rang de participant à la fête.

## Appréciation des critiques actuels

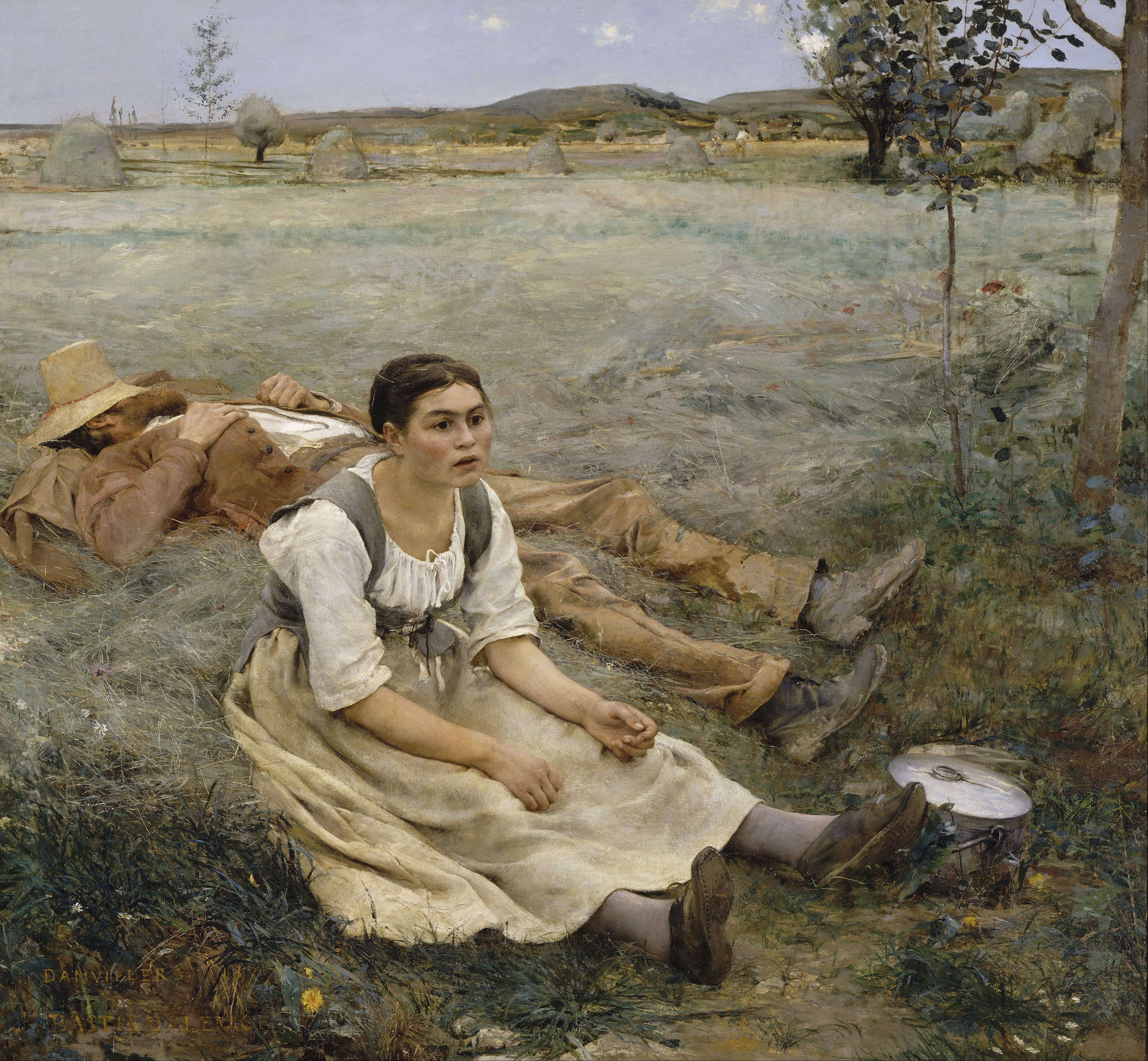
Jules Bastien-Lepage, Les Foins ou La Fenaison, 1877

Tatiana Mojenok, doctoresse en histoire de l'art, établit une comparaison entre les toiles de Fechine et celles du peintre français Jules Bastien-Lepage. Elle arrive à la conclusion que le peintre russe se caractérise par « son écriture ample, libre, fougueuse », alors que Bastien-Lepage crée des scènes de genre dans le style du naturalisme photographique.

### Sergueï Voronkov
Le critique d'art Sergueï Voronkov écrit à propos des caractéristiques de ce tableau, que « les répétitions rythmiques linéaires », que l'on retrouve dans les lignes arquées des contours des personnages, présentent des similitude avec la composition de la toile Mariage chez les Maris. Sur les deux toiles se trouve sur la droite du spectateur un personnage à demi-coupé par le bord de la toile, sur la gauche un personnage imposant, dans le haut de la toile une ligne d'horizon et une étroite bande de ciel. Au premier plan, les pieds des personnages sont à même la terre dans les deux tableaux.

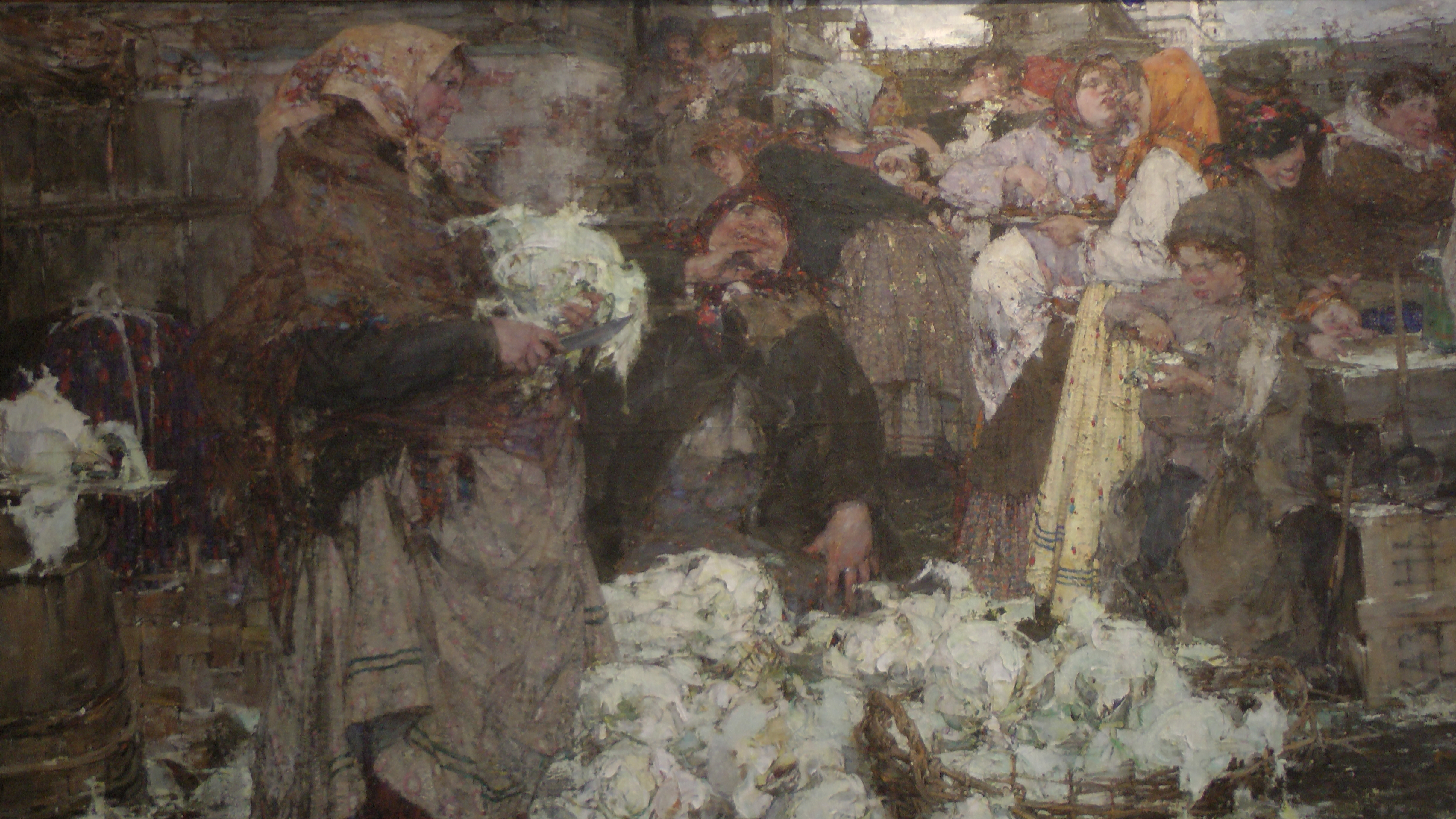
Partie centrale de la toile de Kapoustnitsa

Voronkov met en évidence le centre géométrique du tableau. C'est, selon lui, la main gauche de la paysanne assise au milieu de la scène, au visage caricatural. Son coude gauche dirige le regard du spectateur vers le centre du tableau. À l'avant-plan, à gauche, avec un chou et un hachoir en main se tient une femme aux formes généreuses de matriochka. À droite de ce personnage, se tient un garçon qui découpe un trognon de chou. Pour Voronkov, c'est le deuxième centre de la composition. Derrière ce garçon se tient une jeune fille avec un plateau, dont les vêtements constituent la tache la plus claire sur la toile. Ces quatre personnages sont les personnages principaux du tableau. Ce sont ceux que l'artiste a travaillé le plus en détail au pinceau. Le regard de la femme debout à l'avant-plan gauche dirige l'attention du spectateur vers l'arrière-plan, où se trouvent un groupe d'autres personnages enfermés. L'énergie de la toile est transmise « par les angles, les gestes, les répétitions rythmiques dans les contours des personnages représentés ».
Voronkov souligne « la couleur grise-argentée un peu froide du tableau », que le peintre a complétée par du « nacre aux reflets vert clair, de l'émeraude, du blanc et des nuances rosâtres » (c'est dans ces tons que sont peints les choux). Fechine réussit à transmettre magistralement l'air et la lumière. Il conserve « la pureté et résonance de la couleur ». Les fragments les plus beaux et les plus convaincants sont pour Voronkov ceux représentants les vêtements, et en particulier les plis des sarafanes portés par les femmes. Selon Voronkov, Fechine a utilisé plusieurs techniques d'application de peinture pour le même tableau : « coups de pinceaux délicats », « coups de pinceau dynamiques réalisés au couteau avec un recouvrement de glacis au pinceau sec ». Le critique observe les innovations de l'artiste, son désir de voir de la beauté dans cette scène villageoise, sa capacité de refléter l'impression de la nature par des moyens pittoresques.

### Elena Petinova

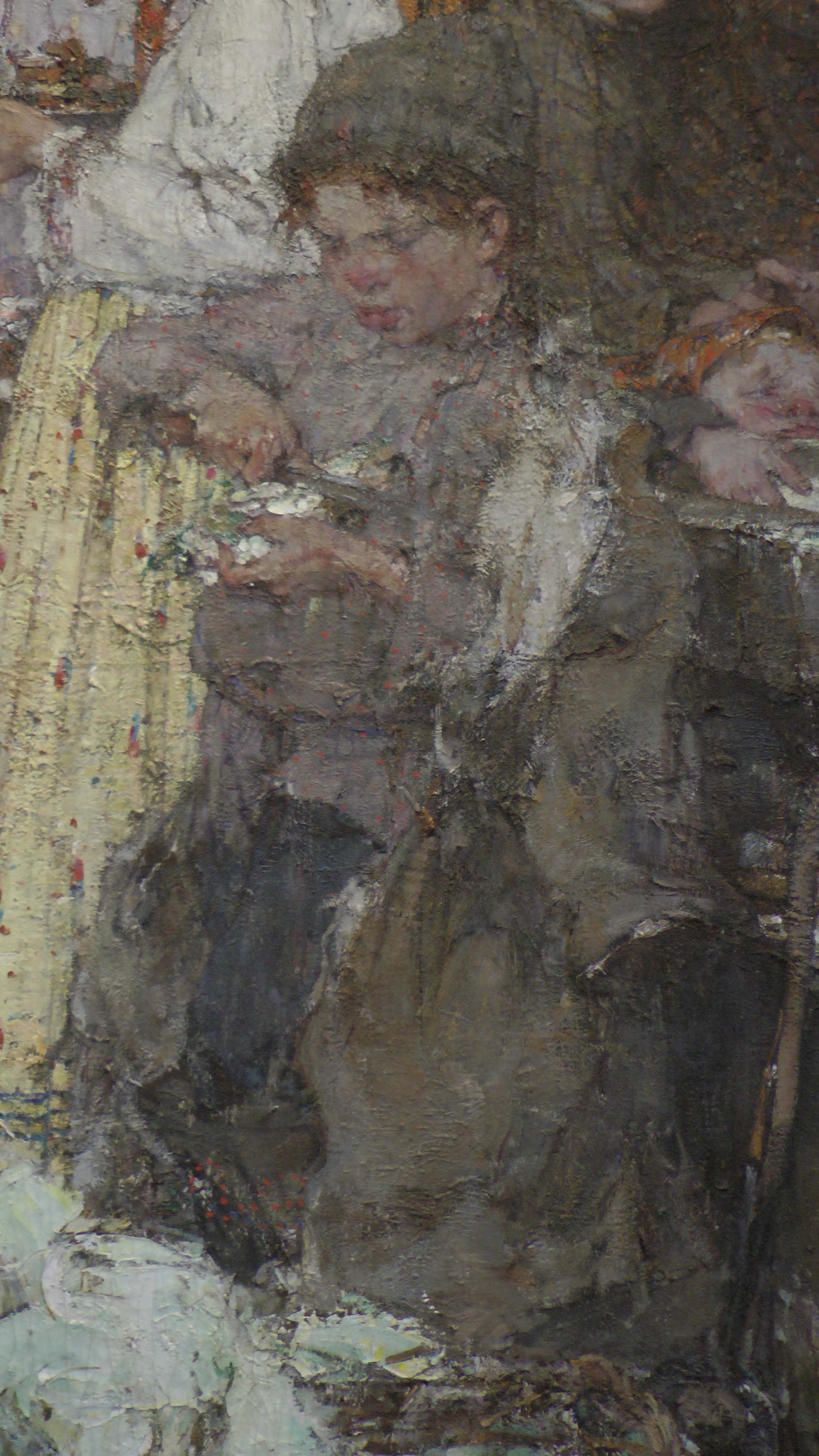
Fragment du tableau Kapoustnitsa (garçon au trognon de chou)

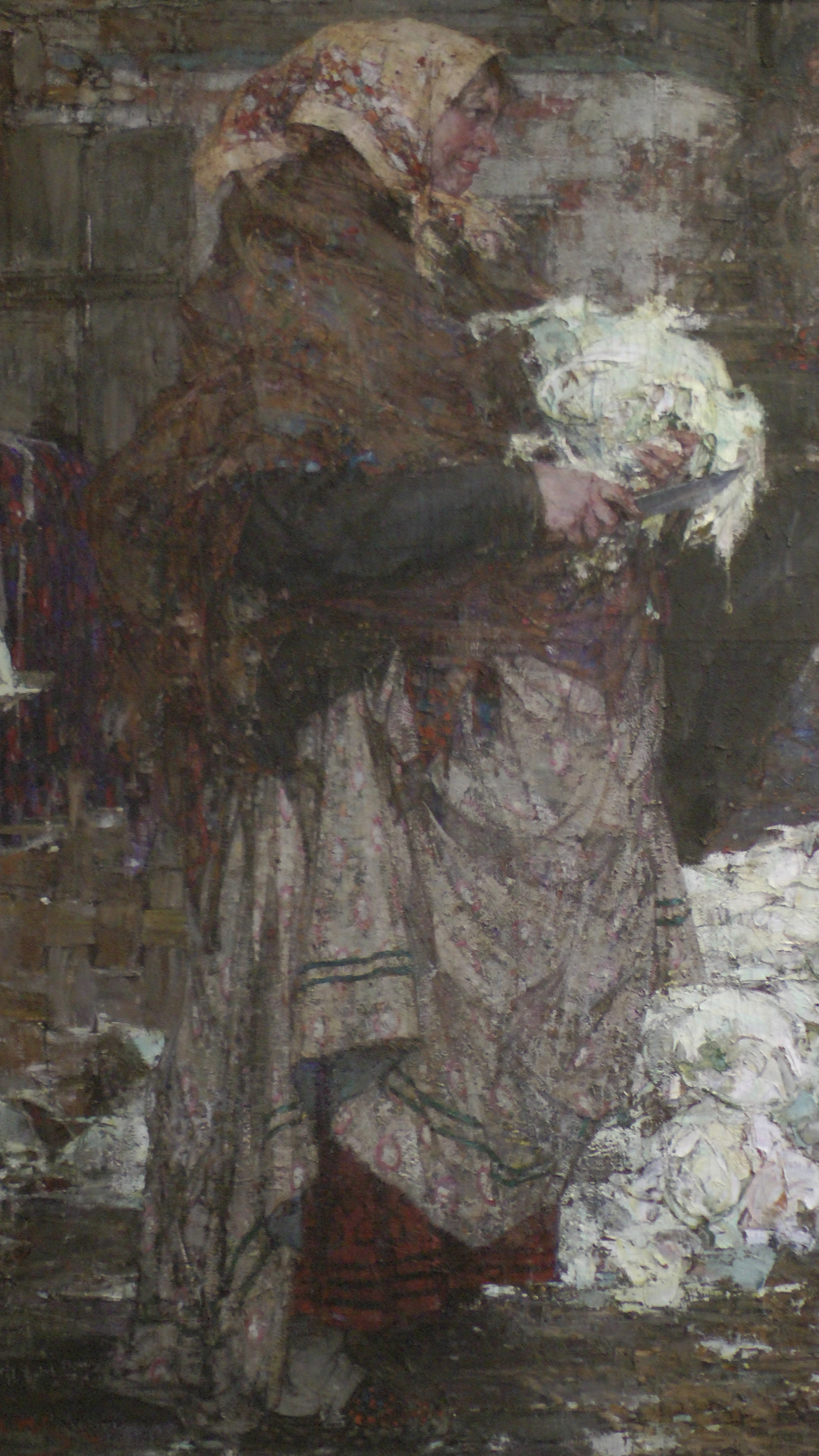
Fragment du tableau Kapoustnitsa (paysanne avec un tête de chou et un couteau)

Dans son ouvrage De l'art académique à l'art nouveau. Peinture russe de la fin du XIXe siècle au début du XXe siècle, l'historienne d'art Elena Petinova constate que le sujet de la toile est sans prétention mais authentique. Elle considère qu'il y a un centre essentiel dans ce tableau, c'est la figure de la paysanne en pied qui tient dans sa main un couteau et une tête de chou. Sa gaieté, malgré son travail monotone, est restée dans la mémoire des peintres contemporains de Fechine : Philippe Maliavine, Abram Arkhipov, Sergueï Ivanov. Mais elle ajoute que, malgré son admiration pour ce personnage, Fechine le représente de manière un peu grotesque. D'autres personnages sont d'ailleurs traités dans le même style. Mais Petinova admet avec Kaplanova que cet aspect grotesque est atténué dans la version définitive quand on compare cette dernière aux esquisses préparatoires.
Elena Petinova attire l'attention sur le fait que Kapoustnitsa comme d'autres réalisations de Fechine de cette époque utilise une technique particulière. La toile est enduite de la main de Fechine d'un liant à base de caséine. C'est grâce à cela que la toile n'a pas subi l'influence de l'humidité. Bien qu'elle soit réalisée avec de la couleur à l'huile, elle rappelle la tempera par son caractère mat. Cette matité est assortie de couleurs très discrètes avec prédominance de tons gris nacrés et ocre. Mais cette technique a conduit à ce que, avec le temps, la couche colorée s'est assombrie, et qu'aux endroits plus sombres les nuances tonales disparaissent. Si bien qu'ils apparaissent aujourd'hui au spectateur de couleur noire uniforme. Fechine a travaillé sa toile, non seulement au pinceau, mais aussi au couteau, pour certains fragments. Les visages et les mains des personnages, il les a pratiquement modelés de ses mains en utilisant un glacis.

### Galina Toulouzakova
L'historienne d'art Galina Toulouzakova, auteure de plusieurs ouvrages sur l'œuvre de Fechine, considère que Kapoustnitsa et Mariage chez les Maris sont les deux tableaux de genre les plus importants de ce peintre. Elle observe que la composition de Kapoustnitsa est déterminée par la distribution des taches de couleur. Mais sa dynamique est moins complexe que celle du Mariage chez les Maris, réalisé un an plus tôt. Cela est dû, selon Toulouzakova, à l'importance donnée au centre de la composition de Kapoustnitsa, qui est la grande tache blanche lumineuse au bas et au centre du tableau. Cette tache est formée par la montagne de têtes de choux déposées à même le sol. Cette masse lumineuse est adjacente à une tache contrastante, celle que fait la paysanne dans des vêtements sombres à l'arrière du tas de choux. Deux pôles de tons se retrouvent dans la tableau : le blanc et le noir. Dans l'ensemble, selon Toulouzakova, le rythme des taches claires et sombres forment la structure de toute la toile. Si le Mariage chez la Maris est asymétrique, Kapousnitsa au contraire suit le principe de symétrie, mais bien entendu, pas littéralement. Dans la transition de blanc au noir, la couleur passe, dans la représentation des personnages, par toute une gamme de nuances « de tons mauves aux tons jaunes et cadmium », mais dans l'image du paysage elle se décolore en gris. Les couleurs jaunes-dorées et mauves sont opposées, ce qui devrait, selon Galina Toulouzakova, provoquer des associations avec la transparence des rares rayons de soleil par une journée nuageuse. Les tons mauves sont là pour mettre en évidence les tons dorés,.

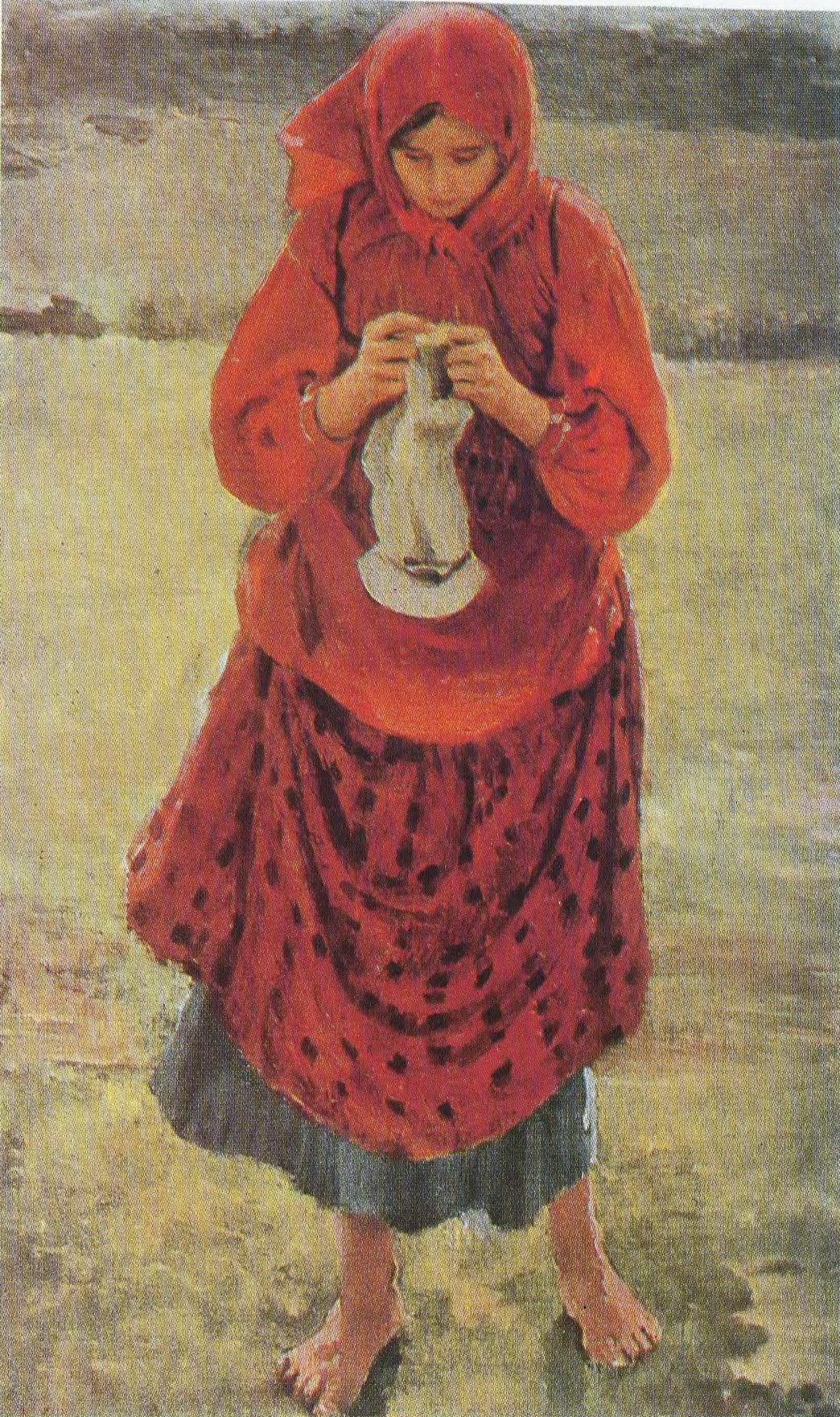
Philippe Maliavine. Jeune paysanne tenant un bas, 1895

Le peintre réussit à créer une surface irisée de nacre. Bien que la palette de couleurs de Fechine soit variée, elle se distingue par la retenue. Toutefois, dans certains fragments de toile, il utilise des combinaisons de couleurs vives. Ainsi la jupe jaune de la paysanne, au centre, portant un plateau, est garni dans le bas de liserés bleus. Toulouzakova y voit une anticipation des contrastes de couleurs de portraits d'Indiens créés par Fechine dans la dernière période de sa vie, à Taos aux États-Unis. La texture pittoresque des couleurs denses donne l'illusion de la vie et du mouvement, créant une atmosphère d'agitation joyeuse. Les personnages ont chacun une personnalité prononcée, exprimée par des gestes et des poses émergeant du « chaos d'un méli-mélo coloré ». Leurs mouvements sont motivés par l'intrigue, mais la source narrative est finalement très réduite,. La foule est compacte, enthousiaste, les figures des personnages sont superposées les unes sur les autres, comme dans le Mariage chez les Maris. La symétrie des taches de couleurs (par exemple le foulard jaune du personnage à l'avant-plan et le foulard de la femme portant un plateau au centre du tableau) rassemble les éléments d'une composition complexe. Le point de fuite coïncide avec le bâtiment sombre situé à l'arrière-plan. Il se trouve, d'après Toulouzakova, au sommet d'un triangle dans lequel l'artiste a placé sa scène. Dans Kapoustnitsa, la profondeur de l'espace contraste avec la planéité du tableau, le volume des corps des personnages contraste avec les effets décoratifs et la beauté du dessin, le naturalisme avec l'aspect conventionnel du sujet,.
Galina Toulouzakova considère que la toile reflète le dualisme de la pensée de Nikolaï Fechine. Ce dernier aimait créer des images réalistes, mais il cherchait en même temps à exprimer ses intuitions. C'est pour cela qu'il néglige l'aspect narratif au profit de l'expression de l'immédiateté du sentiment. Il réussit à exprimer la variété des sentiments des personnages : ravissement, mécontentement, joie, découragement, attente, désespoir. Mais tout cela fusionne en un seul ensemble. « La pulsation du tissu pictural », selon Toulouzakova, incarne « l'énergie éternelle de la vie », provenant de la terre et de la nature primitive brute des paysans. Cette expression émotionnelle est compensée par la retenue dans le choix des couleurs. Pour Toulouzakova, l'auteur n'a pas planifié un impact particulier de l'action décrite dans la toile sur le spectateur, et, c'est pourquoi, il a mis en harmonie les composantes significatives et l'aspect purement formel du tableau,.

### Dmitri Seriakov
Dans sa thèse de doctorat, Seriakov note l'originalité des couleurs de la toile de Fechine. La gamme des couleurs froides domine, ce qui place l'accent sur les feuilles de chou vert-clair (qu'il appelle « suprématie coloriste dominante du tableau »), qui se détachent sur un fond de terre et de vêtements de personnages sombres. Seriakov insiste sur le fait que Fechine a réussi a transmettre la matérialité des têtes de choux à partir d'une seule couleur seulement. Le tableau met en valeur l'individualité de chaque personnage mais sans leur donner de poids social, ce qui est caractéristique des peintures de Fechine. Selon ce chercheur, le peintre a cherché à « montrer la beauté du monde dans un scénario simple qui apparaît comme tout à fait banal ». À cette fin, Fechine a soigneusement sélectionné les types de personnages, leur a donné des poses expressives, a trouvé les combinaisons de couleurs qu'il a posé sur la toile. À la différence d'Elena Petinova, Seriakov considère qu'il n'y a pas de personnage principal et secondaire sur la toile. Chaque personnage représente une valeur en tant que « partie sémantique et artistique » d'un ensemble unifié.
Les visages des personnages sont peints détaillés, tandis que les vêtements et les feuilles de choux sont montrés conventionnellement, sans plus. Selon Seriakov, c'est un moyen de montrer l'importance des personnages, leur éclat, leur spécificité, leur caractère concret. Le chercheur attire l'attention sur le fait que le peintre a réalisé cela non seulement par la composition et la couleur, mais aussi par la technique d'exécution. Pour Seriakov, la modélisation picturale, dans ce cas, ne va pas dans le sens du non finito. À son avis, il ne peut s'agir que d'une « représentation de nature », proche de la manière du croquis et d'un mélange optique de couleurs, dans lequel des coups de pinceaux distincts se constituent en une image réelle concrète. Lorsque les peintres utilisent le non-finito pour ne faire qu'allusion à un objet réel, ils rapprochent l'image de l'abstraction. Dans Kapoustnitsa, il est évident que N. Fechine porte une attention particulière à la structuration de l'objet.
Dmitri Seriakov classe Kapoutnitsa dans la série ethnographie de l'œuvre de Fechine où l'on trouve d'autres scènes de genre, comme L'Aspersion et Mariage chez les Tchérémisses. Ces trois tableaux sont également appelés rituels. Selon Seriakov, le peintre ne cherche pas tant à montrer des scènes de la vie populaire qu'à montrer des modes de vie gravés dans des rites. Les trois tableaux classés par Seriakov dans la même série ethnographique diffèrent beaucoup entre eux et aussi du tableau L'Abattoir (ru). La toile Kapousnitsa se distingue de ces autres toiles par l'étude minutieuse des détails et des figures des personnages principaux. Les esquisses Mariage chez les Maris et L'Abattoir sont réalisées à la gouache et à l'aquarelle. Elles sont réalisées de manière libre et sont proches de compositions abstraites, les figures étant à peine perceptibles.